# Gereformeerde kerk (Terneuzen)
De Gereformeerde kerk is een voormalig Gereformeerd kerkgebouw in de Zeeuwse stad Terneuzen, gelegen aan Noordstraat 77.
Deze kerk werd in 1891 in gebruik genomen. Het betrof een bakstenen zaalkerk onder zadeldak met een ingebouwde toren. De voorgevel was rijkelijk van bakstenen versieringen voorzien.
In 1911 vond een verbouwing plaats, en in 1918 werd de toren gesloopt. In 1986 werd de kerk onttrokken aan de eredienst en verkocht. Reden daartoe was het Samen op Weg-proces, waarbij in de Opstandingskerk de diensten samen met de hervormden werden gehouden.
De kerk is sindsdien in gebruik als winkelruimte, waarbij de kenmerkende voorgevel deels bleef behouden.